# Adriano Mandarino Hypólito
Dom Frei Adriano Mandarino Hypólito O.F.M. (Aracaju, 18 de janeiro de 1918 — 10 de agosto de 1996) foi um  frade franciscano e bispo católico brasileiro.

## Biografia
Dom Adriano entrou para o convento franciscano aos quatorze anos. Foi ordenado padre no dia 18 de outubro de 1942, em Salvador. No ano seguinte foi nomeado professor do Seminário Franciscano de Ipuarana, Paraíba, onde permanece até julho de 1948. Parte para Europa, para estudar a história dos franciscanos no Brasil. Em abril de 1951 volta para o Seminário de Ipuarana, atuando como diretor de estudos e professor até 1961, quando foi transferido para o Convento Franciscano de Salvador, onde assume a função de visitador da província franciscana e presidente do Capitulo Provincial.
Em 22 de novembro de 1962 foi nomeado pelo Papa João XXIII como Bispo auxiliar de Salvador, com a sé titular de Diospolis na Trácia. Recebeu a ordenação episcopal no dia 17 de fevereiro de 1963, em Salvador, das mãos de Dom Anselmo Pietrulla, bispo de Tubarão, Dom Epaminondas José de Araújo, bispo de Ruy Barbosa e Dom Walfrido Teixeira Vieira, Bispo auxiliar de Salvador.
Opositor da ditadura militar brasileira, Dom Adriano dirigiu uma intensa campanha contra o Esquadrão da Morte, particularmente ativo na diocese. Por isso, foi sequestrado em 22 de setembro de 1976 pelo Grupo Secreto, grupo de militares de extrema-direita, no primeiro caso de violência direta e preconcebida contra a pessoa de um bispo. Dom Adriano foi espancado e depois abandonado numa estrada, nu e pintado de vermelho. Seu carro foi explodido na frente da CNBB. Apesar da denúncia, ninguém foi processado.
Apesar da perseguição e oposição, Dom Adriano conseguiu criar, em 12 de fevereiro de 1978, a Comissão de Justiça e Paz na Baixada Fluminense. Em março de 1978, Dom Adriano foi seguido secretamente em suas visitas dentro da Diocese e nas visitas a outros bispos. Foi vigiado até mesmo de helicóptero, durante uma conferência para o clero de Volta Redonda. Em abril de 1978, recebeu ameaças de novo sequestro e castigo exemplar. Em novembro de 1979, três igrejas foram pichadas com injúrias contra Dom Adriano. No dia 20 de dezembro de 1979, uma bomba explodiu no altar da Catedral, e uma carta deixada na igreja acusa Dom Adriano de proteger comunistas. Em 1993, Dom Adriano inaugurou o Centro de Direitos Humanos, para continuar o trabalho da Comissão de Justiça e Paz. Após sua renúncia, Dom Adriano assumiu a Sociedade de Defesa dos Direitos Humanos e da Cidadania (SODIHC) e eventual colaboração na Pastoral Diocesana.

## Atividades durante o episcopado
- Bispo Auxiliar de Salvador (1963-1966);[2]
- Padre Conciliar do Vaticano II (1963-1965);[2]
- Bispo Diocesano de Nova Iguaçu (1966 - 1994);[2]
- Secretário do Regional Leste I da CNBB;
- Delegado ao Sínodo Romano (1977);
- Delegado à Terceira Conferência Geral do Episcopado Latino-Americano em Puebla (1979).

Renunciou ao munus episcopal no dia 9 de novembro de 1994.

## Ordenações episcopais
Dom Adriano Mandarino Hypólito foi concelebrante da ordenação episcopal de:
- Valfredo Bernardo Tepe, OFM (1967)
- Silvério Jarbas Paulo de Albuquerque, OFM (1970)
- Vital João Geraldo Wilderink, O. Carm. (1978)
- Affonso Felippe Gregory (1979)